# Tšepo Toloane
Tšepo Toloane (ur. 15 lipca 1997) – sotyjski piłkarz grający na pozycji napastnika. Od 2017 jest zawodnikiem klubu Lesotho Defence Force FC.

## Kariera klubowa
Swoją karierę piłkarską Toloane rozpoczął w klubie Liphakhoe FC. W sezonie 2015/2016 zadebiutował w jego barwach w pierwszej lidze sotyjskiej. W 2017 przeszedł do Lesotho Defence Force FC. W sezonie 2021/2022 wywalczył z nim wicemistrzostwo Lesotho.

## Kariera reprezentacyjna
W reprezentacji Lesotho Toloane zadebiutował 24 marca 2018 w przegranym 0:1 towarzyskim meczu z Botswaną, rozegranym w Gaborone.